# Goheung

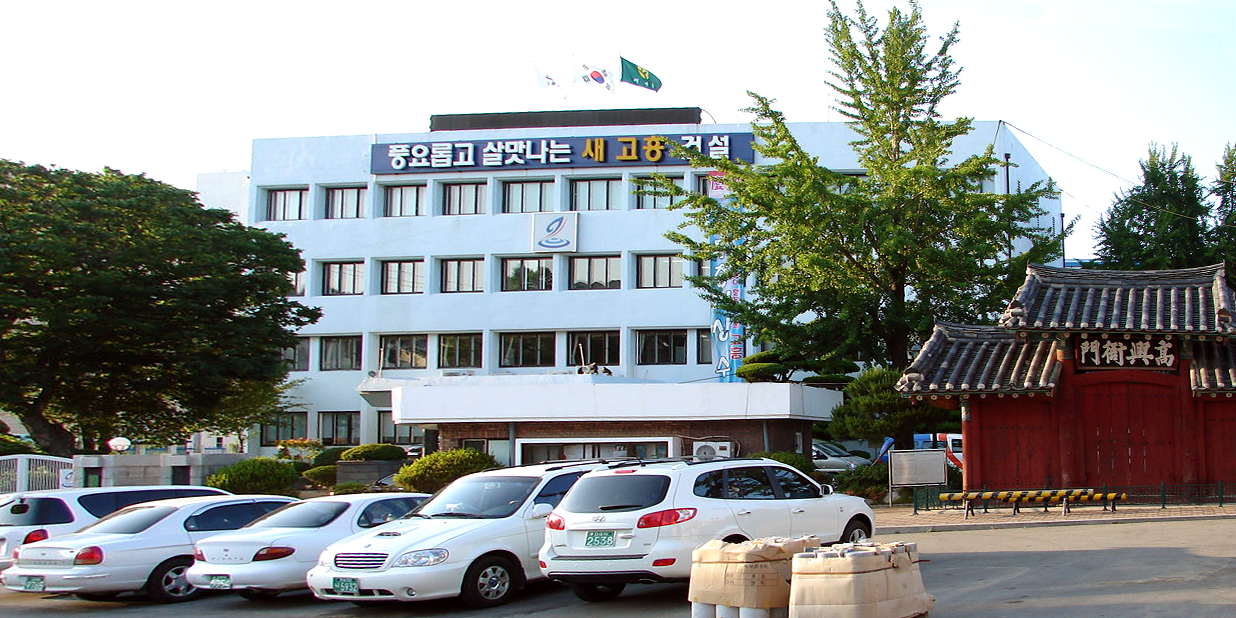
Gabinete do condado de Goheung em Goheung, Jeolla do Sul

O condado de Goheung (Goheung-gun) é um condado na província de Jeolla do Sul na  da Coreia do Sul.